# 相模原市立相武台小学校
相模原市立相武台小学校（さがみはらしりつ そうぶだい しょうがっこう）は、神奈川県相模原市南区相武台団地2丁目にある公立小学校である。

## 教育目標
- 思いやりをもち　自ら考え実践する子
  - 情（こころ）優しく協力する子
  - 知（あたま）自ら考え、学ぶ子
  - 意（こころ）粘り強く根気のある子
  - 体（からだ）元気でたくましい子

## 沿革
出典
- 1968年（昭和43年）
  - 4月1日 - 創立・開校。開校時点の児童数555名、学級数17、職員21名でスタートした。
  - 年度内 - 昭和44年度にかけて、12教室増築。
- 1969年（昭和44年）
  - 年度内 - 昭和46年度にかけて、12教室増築。
  - 4月 - 校歌・校章制定。
  - 7月 - プール新設。
- 1972年（昭和47年）
  - 2月8日 - 市教委指定研究発表会「思考力を高める社会化指導はどうあるべきか」。
  - 9月 - 屋内体育館、G棟特別教室完成。
  - 12月11日 - 創立5周年式典挙行。
- 1976年（昭和51年）
  - 2月4日 - 市立小中学校視聴覚教育研究会。
  - 4月1日 - 学区分離し、北相武台小学校創立。
  - 年度内 - 校庭遊水池と散水機が完成し、的当て新設。
- 1981年（昭和56年）4月1日 - 学区分離し、磯野台小学校開校。特色ある学校づくり推進校委託。
- 1982年（昭和57年） - 体育器具庫、視聴覚室、多目的室新設。
- 1983年（昭和58年）3月5日 - 創立15周年記念式典挙行。
- 1985年（昭和60年） - 校庭出入口門扉新設。
- 1986年（昭和61年） - 鳥小屋新築。プール全面改修・校長室改修・体育館床整。
- 1988年（昭和63年）
  - 4月5日 - 研究開発校として市教委より委託。
  - 5月 - 福祉教育普及校として市教委より委託。
  - 8月 - CD棟防火シャッター新設。
- 1989年（平成元年）
  - 3月 - 玄関前・児童用通路に花壇新設。
  - 8月 - G棟2階にパソコン教室新設。
- 1990年（平成2年）
  - 4月5日 - 教育研究推進校として県教委より委託。
  - 11月13日 - 研究開発校（市教委）、教育研究推進校（県教委）研究発表。
- 1991年（平成3年） - CD棟校舎大改修し、和室新設。流域貯留浸透事業施設工。
- 1992年（平成4年）
  - 4月5日 - 教育課程研究推進校として市教委より委託。
  - 6月 - この月から11月まで、EF棟改修工事実施。
- 1993年（平成5年）6月 - この月から9月まで、AB棟改修工事。
- 1994年（平成6年）6月 - プール塗装工事。また、同月から11月まで、管理棟改修工事。
- 1995年（平成7年）9月1日 - 学校施設活用モデルとしてG棟1階普通3教室 （冷房設置）を地域に指定開放。
- 1996年（平成8年）
  - 1月 - 体育館屋根塗装工事。
  - 2月 - 市学校施設開放3教室改修工事。
  - 6月 - プール内中階段設置し、プールサイド補修。
  - 8月 - 体育館床全面塗装工事。
- 1997年（平成9年）
  - 3月 - 防災備蓄庫、楽焼き小屋設置。
  - 4月5日 - 教育実践研究校として市教委より委託。
  - 11月15日 - 創立30周年記念式典挙行し、創立30周年記念として「校章」設置。
- 1998年（平成10年）
  - 2月 - こでまり級前土留め、階段設置工事。
  - 4月1日 - 「校旗」更新。
  - 4月5日 - 教育課程研究推進校として県教委より委託。
  - 8月 - 校長室、職員室、事務室にエアコン取付。
- 1999年（平成11年）12月 - この月から翌年3月まで、プールサイド改修とプール濾過機の更新。
- 2000年（平成12年）7月 - この月から12月まで、ABG棟校舎と体育館の耐震工事実施。
- 2001年（平成13年）
  - 3月 - 体育館入口付近スロープ設置。
  - 10月 - この月から12月まで、G棟屋上防水工事。
- 2002年（平成14年）
  - 1月18日 - 防犯用監視カメラ設置。
  - 5月 - プール内面塗り替え。
- 2003年（平成15年）2月 - 体育館外壁塗り替え。
- 2004年（平成16年）
  - 8月 - 給食受入室塗装工事。
  - 10月 - 体育館改修。
  - 11月 - EFG棟ベランダ塗装工事。
  - 12月21日 - 体育館緞帳巻き上げ機交換。
- 2005年（平成17年）
  - 1月 - 非常階段塗装工事。
  - 3月1日 - 体育館緞帳交換。
  - 7月7日 - 校庭スピーカー交換工事。
  - 7月 - この月から8月まで、中央廊下耐震工事。
- 2006年（平成18年）
  - 10月5日 - ブランコ修理。
  - 11月 - プール排水工事。
  - 12月 - 校舎ベランダ手すり塗装。
- 2007年（平成19年）
  - 7月 - ブランコ安全柵設置。
  - 10月 - 図書館改築（含耐震）工事。
- 2008年（平成20年）4月 - 校舎内に第2児童クラブ設置。
- 2009年（平成21年）2月 - F棟補修工事。
- 2011年（平成23年）8月 - 校内緊急通報システム整備。
- 2012年（平成24年）
  - 3月 - 校内LAN延長工事。
  - 7月 - この月から8月まで、F棟改修工事。
- 2013年（平成25年）3月 - 給食室新築・F棟エレベーター棟増築・太陽光発電設備設置の各工事。
- 2014年（平成26年）
  - 1月 - コンピューター教室機器更新。
  - 3月 - 体育倉庫、的当て設置工事。
- 2016年（平成28年）
  - 3月 - 多目的トイレ改修。
  - 8月 - この月から10月まで、体育館屋根修繕工事。
- 2017年（平成29年）
  - 2月9日 - 「さがみ風っ子」ISO認定校に認定される。
  - 6月 - プール修繕。
  - 10月26日 - 創立50周年記念式典挙行。
- 2018年（平成30年）
  - 3月 - 空調設備工事。
  - 6月 - プール濾過機修繕工事。
- 2019年（令和元年）12月 - この月から翌年3月まで、E棟トイレ改修工事。
- 2020年（令和2年）12月 - この月から翌年3月まで、C棟トイレ改修工事。
- 2021年（令和3年）12月 - この月から翌年3月まで、B棟トイレ改修工事。
- 2022年（令和4年）7月 - この月から12月まで、AD棟トイレ改修工事。
- 2026年（令和8年）4月 - もえぎ台小と緑台小に再編する[2]。

## 児童数・学級数
- 本校の児童数は全学年合計で321人。学級数は全学年合計で15学級となっている（2024年（令和6年）5月1日現在）[3]。

## 通学区域
出典
- 相模原市南区
  - 新磯野1丁目（1番〜44番・48番・49番）
  - 相模台3丁目（2番(9号〜19号)・3番〜18番）
  - 相模台4丁目（4番〜14番）
  - 相武台3丁目（1番〜13番）
  - 相武台団地1丁目（4番・5番）
  - 相武台団地2丁目（2番・3番・5番・6番）

## 進学先中学校
出典
- 相模原市南区
  - 相模原市立相武台中学校 - 新磯野1丁目、相武台、相武台団地2丁目から通う児童の進学先
  - 相模原市立若草中学校 - 相武台団地1丁目・相模台から通う児童の進学先

## 著名な出身者

### 芸能
- 前田裕太 -（お笑いコンビ・ティモンディ）

## 周辺
- 相模原市立相武台児童クラブ - 同一建物内。
- 相武台雨水調整池 - 同一敷地内。
  - なお、第二雨水調整池と第三雨水調整池も付近にある。
- 神奈川県住宅供給公社相武台団地
- 相模原相武台団地前郵便局 - 相模原市道をはさんで、校地東側に隣接。
- セブンイレブン相模原相武台小前店 - 相模原市道をはさんで、校地西側に隣接。
- 相模原市立相武台第二児童館
- 学校法人神奈川県住宅福祉学園相武台中央幼稚園 - 進学前幼稚園のひとつ。
- まいばすけっと相武台団地店
  - SRC児童クラブそらまめ - まいばすけっと相武台団地店内
- 相武台団地南公園
- 神奈川県警相模原南警察署相武台交番
- 新磯野公園
- ドラッグストアクリエイトSD新磯野店
  - まいばすけっと相武台団地店

## 交通アクセス
- 神奈川中央交通
  - 「台01」系統で、「団地センター前」停留所より、学校正門まで徒歩約110m・約2分。
    - なお、「団地センター前」停留所は学校敷地に接するが、正門まで少々の移動を伴う。

  - 「台02」系統で、「新磯野公園前」停留所より、学校正門まで、
    - のりば1（相武台前駅前発相武台グリーンハイツ行）から、徒歩約370m・約6分。
    - のりば2（相武台グリーンハイツ発相武台前駅前行）から、徒歩約405m・約6分。
      - なお、「新磯野公園前」停留所から学校敷地まで、最短で約155m前後だが、道路形状と正門との位置関係で、遠廻りとなる。
- 小田急電鉄小田原線相武台前駅より、
  - 北口から、徒歩約1.4km弱・約21分。
  - 上述の神奈中バスに乗車し、台01系統で「団地センター前」停留所で、台02系統で「新磯野公園前」停留所で、それぞれ下車し、徒歩。